# 蒙博托·塞塞·塞科
蒙博托·塞塞·塞科·库库·恩本杜·瓦·扎·邦加（法語：Mobutu Sésé Seko Kuku Ngbendu wa Za Banga，1930年10月14日—1997年9月7日），简称为蒙博托（Mobutu）或蒙博托·塞塞·塞科（Mobutu Sésé Seko），原名约瑟夫-德西雷·蒙博托（Joseph-Désiré Mobutu），前扎伊爾總統、獨裁者。1972年1月10日，改名為蒙博托·塞塞·塞科·库库·恩本杜·瓦·扎·邦加，恩巴恩迪语的意思为：“在路上留下烈火痕迹的战士”或“以忍耐、毫不动摇的意志和无所不能，从征服走向征服，在身后留下烈火，不知道失败的战士”。
蒙博托1965年至1997年期间曾擔任刚果民主共和国總統（1965年－1971年）和扎伊尔共和国总统（1971年－1997年）前後长达32年之久，他通过军事政变上台，并最终在第一次刚果战争中被推翻。1997年9月7日，因病死於摩洛哥。
蒙博托在任上以腐败、裙帶關係及在任上侵吞40亿至150亿美元而臭名昭著，更一度乘协和飞机赴巴黎购物。在主政国家三十余年间，蒙博托有“典型的非洲独裁者”之称。

## 早年生活
蒙博托出生于比属刚果赤道省利萨拉城巴多利特村一个厨师家庭，恩本迪人，天主教徒。
其早年在教会学校读小学和中学。1948年中学毕业后被选送到位于比利时首都布鲁塞尔的布鲁塞尔社会研究院学习。1949年回国后应征加入比属刚果治安部队，服役7年。先后当过仓库管理员、文书、会计、军事记者。并获得过当时黑人士兵的最高军衔——上士。1956年退役后从事新闻工作，先后担任过《比属刚果未来》、《非洲现实》的记者。1958年再度赴比利时，学习新闻专业，并于同年加入卢蒙巴领导的刚果民族运动党。1960年初，代表卢蒙巴在布鲁塞尔出席有关比属刚果独立的圆桌会议。

## 刚果独立之后

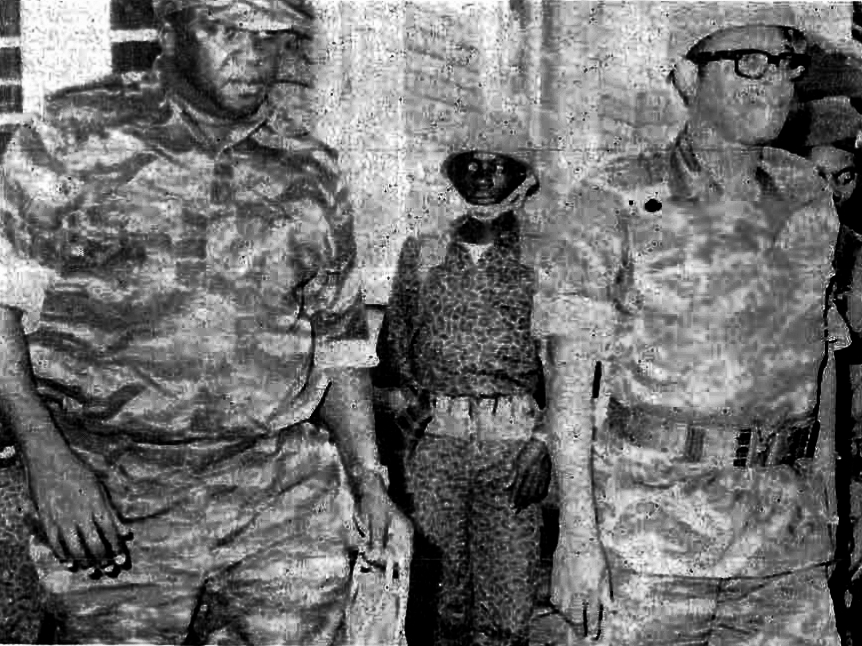
蒙博托与乌干达总统阿明（左），摄于1977年第一次沙巴冲突期间

1960年6月30日，刚果（利）独立，蒙博托任卢蒙巴办公室国务秘书、陆军参谋长和刚果国民军总司令，获上校军衔。
由于卢蒙巴领导刚果的亲苏政策令西方非常不安，所以便改为扶植亲西方的反共主义者蒙博托。因此蒙博托成功夺权是因为西方在背后支持。而事实上，蒙博托和多位美国总统私交甚笃，他在国内的行为也得到西方的极力纵容。

## 內政
在他的統治早期，蒙博托通過公開處決政治對手，分離主義者，政變策劃者以及對其統治的其他威脅來鞏固權力。許多人在群眾面前被絞死，其中包括前總理埃瓦里斯特·金巴，他有三名內閣成員- 杰羅姆·安納尼（國防部長），埃馬紐埃爾·班巴（財政部長）和亞歷山大·馬漢巴（礦業和能源部長） - 於1966年5月被审判，並於5月30日送到絞刑架前。
他在1970年代採用了新的策略，擺脫了酷刑和謀殺，轉而通過賄賂來吸收政治對手(“朋友要擺在近旁，但敵人更擺得更近”)，他最喜歡的戰術是不斷改組內閣，輪調政府成員，以確保沒有人會對他的統治構成威脅。另一種策略是逮捕並有時折磨政府的持不同政見的成員，但後來赦免他們並安置在高級職位上獎勵他們。
蒙博托在1977年和1984年的單一候選人总统選舉中无悬念继续當選。他任内大部分時間都在增加個人財富，1984年时，个人財富估計達到50億美元，但扎伊尔基礎設施幾乎崩潰，許多公共服務人員在沒有報酬的情況下工作了幾個月。大部分資金被挪用到到蒙博托，他的家人，以及頂級政治和軍事領導人手里。只有他的人身安全所依賴的總統特種師才能準時得到全薪。一個流行的說法是，公務員假裝工作，而國家假裝支付他們薪水。

## 倒台
蒙博托在第一次刚果战争中被卢旺达、布隆迪、乌干达政府支持的洛朗-德西雷·卡比拉推翻。
1996年11月，蒙博托政府曾命令图西族人离开扎伊尔，扎伊尔的图西族人开始推动叛乱。扎伊尔东部的叛军和乌干达总统约韦里·穆塞韦尼及卢旺达国防部长保罗·卡加梅带领的外国军队向蒙博托发起进攻，准备将其推翻。叛军西进途中，当地反对蒙博托的人士也加入叛军。
当时蒙博托身患癌症，正在瑞士治疗，无法控制崩溃的防线。扎伊尔军队当时在镇压平民，而非保卫国境。1997年5月16日，蒙博托政府与叛军在奥登尼瓜号补给舰上的和平谈判失败，蒙博托逃离扎伊尔。以卡比拉为首的剛果解放民主力量同盟次日宣告胜利，扎伊尔的国名随即改回刚果民主共和国。

### 安葬朱韦纳尔·哈比亚利马纳
卢旺达故总统朱韦纳尔·哈比亚利马纳的遗体被蒙博托存放在戈巴多萊。当卡比拉率领的叛军于1997年5月12日向戈巴多莱进发时，蒙博托调拨一架货机将哈比亚利马纳的遗体运往金沙萨，并在恩吉利國際機場的停机坪上停留三天。5月16日，哈比亚利马纳的遗体在蒙博托流亡前被火化。

### 流放及死亡
蒙博托在流亡途中先短暂停留于多哥，其后移居摩洛哥，最终于1997年9月7日因前列腺癌在拉巴特一家军医院病故，终年66岁，而外界对蒙博托的死讯反应冷淡。蒙博托最终被葬在拉巴特的一个基督教坟场。
2007年12月，刚果民主共和国国民大会提议将蒙博托的遗体运回刚果（金）安葬。
蒙博托流亡当天，洛朗-德西雷·卡比拉成为刚果民主共和国总统。卡比拉于2001年被暗杀，其子约瑟夫·卡比拉继任。

### 中国情缘
由于蒙博托是美国扶植的势力，所以早期扎伊尔跟随美国的立场，例如1971年扎伊尔曾经反对中华人民共和国取代中华民国重返联合国。但不久，蒙博托在1973年首次访问中华人民共和国，迎接他的是国务院总理周恩来，他对周恩来说：“以前的事（以前两国的不和）我们一笔勾销，希望中扎合作友好。”周恩来微笑点头。蒙博托也得到年迈的毛泽东接见，毛泽东对蒙博托直言不讳（批评他在美国支持下夺权），并尖锐批评了他的独裁专制，不过蒙博托反而更加佩服毛泽东，称他为“东方伟人”。蒙博托随后在1980年，1982年，1994年三次访华，中国官方称他为中国人民的老朋友。
蒙博托回国后在金沙萨建立了一座中式花园，显示他对中国传统文化的喜爱，但因他其后于1997年倒台、流亡及逝世，现在花园已经成为废墟，乏人问津。

## 延伸阅读

#### 英语
- Ayittey, George B.N. Africa in Chaos: A Comparative History. Palgrave Macmillan. ISBN 0-312-21787-0
- Callaghy, Thomas M. Politics and Culture in Zaire. Center for Political Studies. ASIN B00071MTTW
- Callaghy, Thomas M. State-Society Struggle: Zaire in Comparative Perspective. Columbia University Press. ISBN 0-231-05720-2
- Close, William T. Beyond the Storm: Treating the Powerless & the Powerful in Mobutu's Congo/Zaire. Meadowlark Springs Production. ISBN 0-9703371-4-0
- De Witte, Ludo. The Assassination of Lumumba. Verso. ISBN 1-85984-410-3
- Edgerton, Robert. The Troubled Heart of Africa: A History of the Congo. St. Martin's Press. ISBN 0-312-30486-2
- Elliot, Jeffrey M., and Mervyn M. Dymally (eds.). Voices of Zaire: Rhetoric or Reality. Washington Institute Press. ISBN 0-88702-045-3
- French, Howard W. A Continent for the Taking: The Tragedy and Hope of Africa. Vintage. ISBN 1-4000-3027-7
- Gould, David. Bureaucratic Corruption and Underdevelopment in the Third World: The Case of Zaire. ASIN B0006E1JR8
- Gran, Guy, and Galen Hull (eds.). Zaire: The Political Economy of Underdevelopment. ISBN 0-275-90358-3
- Harden, Blaine. Africa: Dispatches from a Fragile Continent. Houghton Mifflin Company. ISBN 0-395-59746-3
- Hoskyns, Catherine. . London: Oxford University Press. 1965. OCLC 414961.
- Kanza, Thomas R.  expanded. Rochester, Vermont: Schenkman Books, Inc. 1994. ISBN 978-0-87073-901-9.
- Kelly, Sean. America's Tyrant: The CIA and Mobutu of Zaire. American University Press. ISBN 1-879383-17-9
- Kingsolver, Barbara. The Poisonwood Bible. Harper Collins. ISBN 0-606-19420-7
- MacGaffey, Janet (ed.). The Real Economy of Zaire: The Contribution of Smuggling and Other Unofficial Activities to National Wealth. Philadelphia: University of Pennsylvania Press. ISBN 0-8122-1365-3
- Meditz, Sandra W. and Tim Merrill. Zaire: A Country Study. Claitor's Law Books and Publishing Division. ISBN 1-57980-162-5 Available here Archive.today的存檔，存档日期2012-12-05
- Mokoli, Mondonga M. State Against Development: The Experience of Post-1965 Zaire. New York: Greenwood Press. ISBN 0-313-28213-7
- Nzongola-Ntalaja, Georges. The Congo: From Leopold to Kabila: A People's History. Zed Books. ISBN 1-84277-053-5
- Sandbrook, Richard (1985). The Politics of Africa's Economic Stagnation. Cambridge University Press. ISBN 0-521-31961-7
- Schatzberg, Michael G. The Dialectics of Oppression in Zaire. Indiana University Press. ISBN 0-253-20694-4
- Schatzberg, Michael G. Mobutu or Chaos? University Press of America. ISBN 0-8191-8130-7
- Taylor, Jeffrey. Facing the Congo: A Modern-Day Journey into the Heart of Darkness. Three Rivers Press. 0609808265
- Young, Crawford, and Thomas Turner (1985). The Rise and Decline of the Zairian State. University of Wisconsin Press. ISBN 0-299-10110-X
- Mwakikagile, Godfrey. Nyerere and Africa: End of an Era, 2006, Chapter Six: "Congo in The 1960s: The Bleeding Heart of Africa." New Africa Press, South Africa. ISBN 978-0-9802534-1-2; Mwakikagile, Godfrey. Africa is in A Mess: What Went Wrong and What Should Be Done, 2006. New Africa Press. ISBN 978-0-9802534-7-4

#### 法语
- Braeckman, Colette. Le Dinosaure, le Zaïre de Mobutu. Fayard. ISBN 2-213-02863-X
- Dungia, Emmanuel, Mobutu et l'Argent du Zaïre, les révélations d'un diplomate, ex-agent des Services secrets. L'Harmattan. ISBN 2-7384-1133-9, ISBN 978-2-7384-1133-4.
- Chomé, Jules. L'ascension de Mobutu: Du sergent Désiré Joseph au général Sese Seko. F. Maspero. ISBN 2-7071-1075-2
- Mobutu Sese Seko. Discours, allocutions et messages, 1965–1975. Éditions J.A. ISBN 2-85258-022-5
- Monheim, Francis. Mobutu, l'homme seul. Editions Actuelles. (Unknown ISBN)
- Ngbanda Nzambo-ku-Atumba, Honoré. Ainsi sonne le glas! Les Derniers Jours du Maréchal Mobutu. Gideppe. ISBN 2-9512000-2-1
- Nguza Karl-i-Bond, Jean. Mobutu ou l'Incarnation du Mal Zairois. Bellew Publishing Co Ltd. ISBN 0-86036-197-7

#### 其他
- Shaw, Karl.  [Šílenství mocných]. Praha: Metafora. 2005 [2004]. ISBN 978-80-7359-002-4 （捷克语）.